# Wojneża
Wojneża (bułg. Войнежа) – wieś w Bułgarii, w obwodzie Wielkie Tyrnowo, w gminie Wielkie Tyrnowo. W 2024 roku liczyła 48 mieszkańców.